# La rumba
La rumba ist ein französischer Film von Roger Hanin aus dem Jahr 1987.

## Handlung
Paris im Jahr 1938. Beppo Manzoni ist Inhaber mehrerer Restaurants, Nachtklubs und einer luxuriösen Dance Hall, wo Gigolos, Schlägertypen und faschistische Spione ein- und ausgehen. Manzoni ist Antifaschist, der bei sich drei italienische Regimegegner versteckt, die in Italien von der Polizei gesucht werden. Es handelt sich um die Sängerin Regina und die Toselli-Brüder, die alle in Italien zum Tode verurteilt worden sind.
Polizeikommissars Xavier Detaix ist auf die Spur der Flüchtlinge gekommen und plant, sie nach Italien zurückzuschaffen. Detaix ist ein Anhänger der extremen Rechten und Mitglied der Cagoule, eines rechtsextremen Geheimbundes. Auch Manzoni ist in das Blickfeld des Kommissars geraten. Er beobachtet Manzoni mit Misstrauen, verdächtigt ihn antifaschistischer Aktionen und möchte Manzoni am liebsten aus dem Weg räumen. In der Zwischenzeit sind die Toselli-Brüder an eine Todesliste mit den Namen von 25 prominenten Franzosen geraten, die sie veröffentlichen wollen, und Manzoni erkennt die Brisanz dieser Liste. Um sie zu schützen, gibt Manzoni vor, ein Sympathisant der Faschisten zu sein, versorgt aber stattdessen den Kommissar mit Falschinformationen und inszeniert den angeblichen Tod der Flüchtlinge. Inzwischen haben aber seine Männer Attentate organisiert und sind in die Wohnung von Maleville, dem Chef der Cagoule, eingebrochen. Nachdem Puppie, einer von Manzonis Tänzern, die Verschwörer verraten hat, wird nun tatsächlich einer der italienischen Flüchtlinge ermordet.

## Produktion und Veröffentlichung
Der Film ist eine Coproduktion von TF1 Film Production und Hachette Première et Cie. Claude Bolling und sein Orchester spielen u. a. Alexander’s Ragtime Band von Irving Berlin. Guy Marchand singt Le Chapeau de Zozo und Corinne Touzet Quand l’amour meurt von Octave Crémieux. Während des Einbruchs in die Wohnung von Damien Maleville spielt ein Orchester die Tannhäuser-Ouvertüre von Richard Wagner.
Lino Ventura hat einen kurzen Auftritt als Gangster. Es war sein letzter Auftritt in einem Film überhaupt, er starb wenige Monate nach Fertigstellung des Films.
Premiere des Films in Frankreich war am 18. Februar 1987. 2004 erschien in Frankreich eine Kassette mit vier Filmen Hanins: La rumba, Train d’enfer, Le protecteu und Les aveux les plus douces. 2009 erschien in Frankreich eine weitere DVD des Films.

## Rezeption
2004 produzierte David Dessites das Video La rumba: Roger Hanin à propos du film mit Reynald Capurro an der Kamera. Das Video hat eine Länge von 7 Minuten und enthält ein Interview mit Roger Hanin über seinen Film.

### Kritik
Der Rezensent von SansCritique nennt La Rumba einen insgesamt ehrenwerten, aber nicht überragenden Film. Einordnen würde er ihn unter Film noir, aber auch unter Musikfilm.